# Smittinella
Smittinella is een monotypisch mosdiertjesgeslacht uit de  familie van de Smittinidae en de orde Cheilostomatida

## Soorten
- Smittinella rubrilingulata Rogick, 1956